# Église San Giuseppe dei Nudi

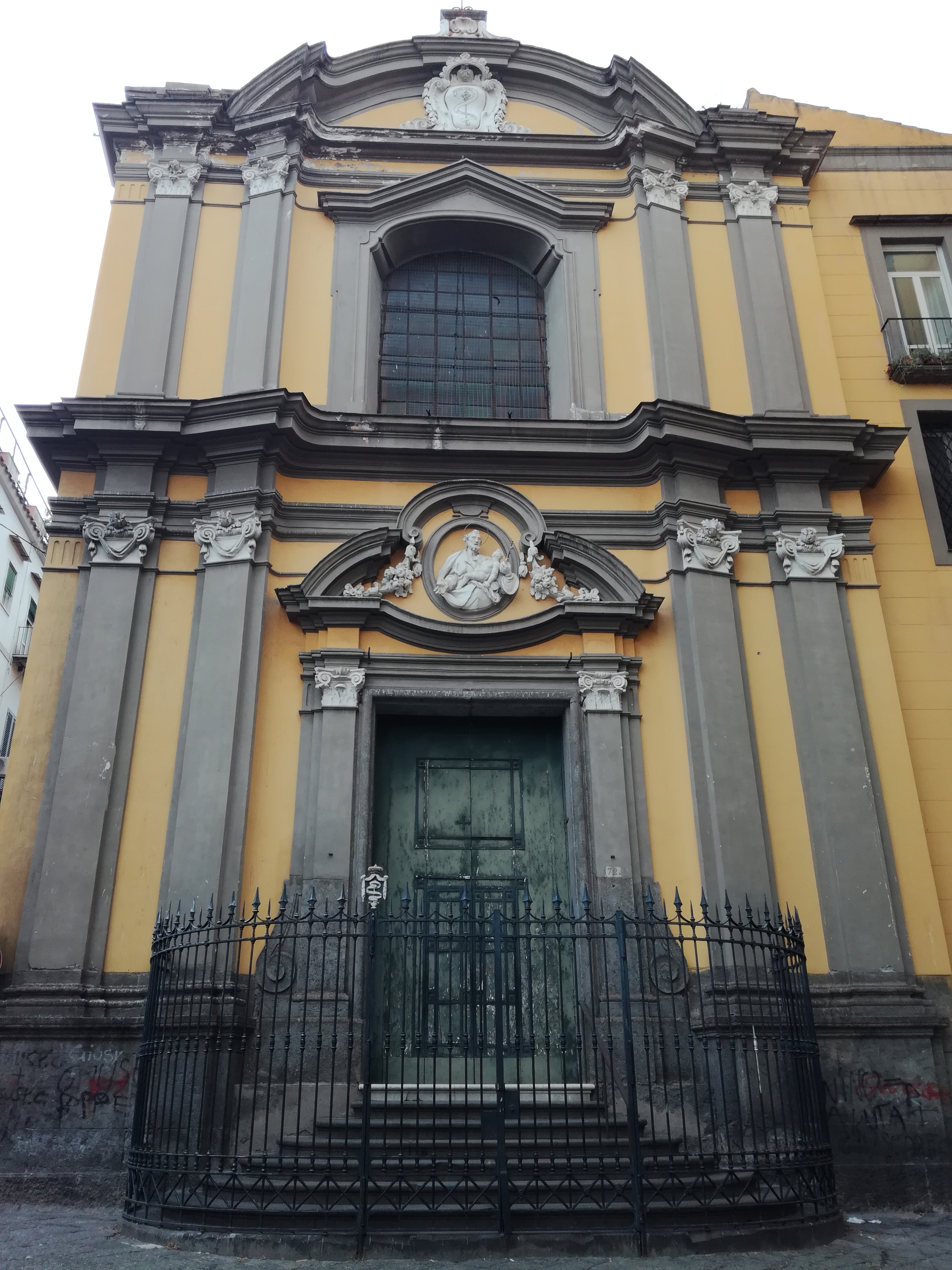
Façade de l'église.

L'église San Giuseppe dei Nudi (Saint-Joseph-des-Nus) est une église du centre historique de Naples, située sur la rue homonyme. Elle est fermée au public depuis 1992 à cause de son état périlleux.

## Histoire
L'église est bâtie en 1785 grâce à l'archiconfrérie du Mont-Saint-Joseph, formée principalement d'avocats et de jeunes marchands désireux de s'investir dans des activités de bienfaisance, leur devise étant nudus eram et cooperuistis me. Il s'agissait surtout de vêtir les pauvres pendant l'hiver, en particulier pendant la période de Noël et le jour de la Saint Joseph. 
L'église est construite à l'emplacement d'une ancienne église placée sous le vocable de Santa Maria dell'Olivo et construite par les augustins au XVIIIe siècle. 
Le projet est confié à l'architecte Giovanni del Gaizo, mais elle est complètement réaménagée en 1888 par Luigi Angiolia. Il conserve la structure articulée selon un plan en croix grecque avec une salle rectangulaire couverte d'une voûte, comprenant deux chapelles et un chœur absidial polygonal.
Le maître-autel est surmonté d'un tableau représentant Saint Joseph et l'œuvre pieuse du revêtement des nus. Les deux autels latéraux sont du XVIIIe siècle et surmontés de tableaux figurant L'Adoration des bergers de Girolamo Starace et Sainte Marguerite de Cortone, d'un peintre inconnu du XVIIIe siècle.
On remarque dans la sacristie, encore décorée de ses boiseries du XVIIIe siècle, un tableau de Gaetano D'Agostino daté de 1888 représentant La Mort de saint Joseph et une toile de 1757 de Giovanni Cingeri représentant L'Immaculée Conception et des saints.
L'orgue du XVIIIe siècle avec un buffet de bois doré faisait l'orgueil de cette église. Le portail de la façade rococo caractérisée par ses pilastres corinthiens est surmonté d'un médaillon de saint Joseph, faisant de l'ensemble un témoignage remarquable du baroque napolitain tardif.

## Source de la traduction
- (it) Cet article est partiellement ou en totalité issu de l’article de Wikipédia en italien intitulé « Chiesa di San Giuseppe dei Nudi » (voir la liste des auteurs).

### Articles liés
- Liste des églises de Naples
- Baroque napolitain